# Бурдешть
Бурдешть, Бурдешті (рум. Burdești) — село у повіті Арджеш в Румунії. Входить до складу комуни Сусень.
Село розташоване на відстані 95 км на захід від Бухареста, 16 км на південний схід від Пітешть, 100 км на північний схід від Крайови, 115 км на південний захід від Брашова.

## Населення
За даними перепису населення 2002 року у селі проживали 197 осіб, усі — румуни. Усі жителі села рідною мовою назвали румунську.